# Einar Nilsson
Einar Nilsson, född 8 juni 1891 i Råneå, död 22 februari 1937 i Partille församling, var svensk kulstötare och diskuskastare. Han tävlade för Djurgårdens IF till och med 1917, 1918 för IFK Malmö och därefter för Örgryte IS.
Nilsson arbetade som tjänsteman vid Göteborgssystemet. Han är begraven på Partille södra griftegård.

## Främsta meriter
Nilsson blev vid OS i Stockholm 1912 sjua i kulstötning (bästa hand) och femma i kulstötning (sammanlagt). I diskuskastning blev han tionde (bästa hand) och fyra (sammanlagt).
Vid OS i Antwerpen 1920 blev han femma i kulstötning (bästa hand).
Einar Nilsson slog åtta svenska rekord i kulstötning och ett i diskuskastning (förste svensk över 40 meter).
Han vann fem SM i kulstötning och två stycken i diskuskastning.

## Karriär

### Kulstötning
Efter en regeländring satte Einar Nilsson 5 maj 1909 sitt första svenska rekord i kulstötning (bästa hand) med ett resultat av 12,63. Det var Hugo Wieslander som hade det tidigare rekordet enligt de gamla reglerna (satt 1908, på 13,15).
Nilsson vann SM i kulstötning (sammanlagt) år 1910 på 22,54. Dessutom förbättrade han sitt nysatta svenska rekord (bästa hand) till 12,68 den 19 juni.
Den 2 juli 1911 förbättrade han det egna svenska rekordet i kulstötning (bästa hand) till 13,80. Han vann även SM i kulstötning (sammanlagt) på 22,54 detta år. Dessutom slog han Eric Lemmings svenska rekord i kulstötning (sammanlagt) från 1910 (23,91) med ett resultat på 24,68.
1912 deltog Nilsson i OS i Stockholm där han i kulstötning blev sjua på 12,62 (bästa hand) och femma (sammanlagt) på 23,37. Han vann dessutom SM i kulstötning (sammanlagt) detta år på 22,54.
Nilsson vann SM i kulstötning (sammanlagt) år 1913 på 22,54. Han förbättrade under året sitt eget svenska rekord i kulstötning (sammanlagt) tre gånger. Först till 24,93, sedan till 25,63 och till slut till 26,03 (slaget 1920 av Bertil Jansson). Den 23 augusti vässade han även sitt rekord i kulstötning (bästa hand) till 14,20, ett resultat som skulle slås först år 1921 av Bertil Jansson. Han vann även de engelska mästerskapen detta år, på resultatet 14,44, men detta kunde inte godkännas som svenskt rekord då det gjordes utomlands.
Nilsson vann SM i kulstötning (sammanlagt) år 1914 på 22,54.

### Diskuskastning
Einar Nilsson slog den 18 september 1910 Eric Lemmings svenska rekord i diskuskastning (bästa hand) (39,88) med ett kast på 40,68 (förste svensk över 40 meter). Han förlorade det 1912 till Gunnar Nilsson (43,70).
Även året därpå var han Sverige-etta (40,39). Detta år (1911) vann han även SM i diskuskastning (sammanlagt) (71,12).
Vid OS 1912 blev han i diskuskastning tia (bästa hand) med 39,69 och fyra (sammanlagt) med 71,40. Han vann en andra gång SM i diskuskastning (sammanlagt), med resultatet 71,39.
Noteras bör att det inte tävlades i diskuskastning (bästa hand) på SM under åren 1900 till 1923.

### Allmänt
Nilsson deltog i fem landskamper. Han var även en god höjdhoppare (1,82 m) och tävlade ibland även i tiokamp.
Einar Nilsson blev 1928 retroaktivt utsedd till Stor grabb nummer 21.